# Everlasting Love (Jamie Cullum)
Everlasting Love è un singolo di Jamie Cullum del 2004, cover dell'omonimo brano di Robert Knight.
La traccia venne inclusa nell'edizione speciale dell'album Twentysomething, mentre il singolo, pubblicato su etichetta Universal Music, raggiunse il 20º posto delle classifiche nel Regno Unito.
Nel video si alternano le immagini dell'esecuzione del brano al pianoforte di Jamie Cullum alle immagini del film Che pasticcio, Bridget Jones!.

## Tracce
CD singolo
1. Everlasting Love 3:21
2. I Get the Sweetest Feeling (Alicia Carolyn Evelyn-Van McCoy) 3:48